# 질소-14
질소-14(14N)는 질소의 두 안정 동위 원소 중의 하나로서 자연존재비는 99.636%이다. 원자핵 안에 양성자와 중성자가 각각 7개 포함되어 있으며, 홀수 핵자로만 이루어진 몇 안되는 안정한 핵종 중의 하나이다. 양성자와 중성자의 스핀이 1/2이므로 원자핵의 자기 스핀이 1이 된다.

## 생성 및 상호작용
질소-14는 헬륨보다 무거운 다른 모든 원소들과 마찬가지로 항성 핵합성을 통해 생성된 것으로 추정되며, 그 가운데에서도 CNO 순환의 일부로 생성된다. 탄소-14와 산소-14의 베타 붕괴를 통해 생성되기도 한다.
지구 대기의 상층부에서는 우주선과 상호작용하여 반감기가 약 5730년인 탄소-14를 생성하기도 하는데 이는 다시 질소-14로 붕괴한다.

## 같이 보기
- 질소 동위 원소
- CNO 순환
- 탄소-14
- 우주선

| 가벼운 핵종 질소-13 | 질소의 동위 원소 | 무거운 핵종 질소-15 |

| 어미핵종: 탄소-14 산소-14 | 질소-14의 붕괴 사슬 | 없음 |